# ألان ترافرز
ألان ترافرز (بالإنجليزية: Allan Travers)‏ هو لاعب كرة قاعدة أمريكي، ولد في 7 مايو 1892 في فيلادلفيا في الولايات المتحدة، وتوفي في 19 أبريل 1968.

## وصلات خارجية
- ألان ترافرز على موقعبيزبول رفرنس.كوم (الدوري الرئيسي) (الإنجليزية)
- ألان ترافرز على موقع جمعية أبحاث البيسبول الأمريكية (الإنجليزية)